# Зубов, Василий Павлович (учёный)
Васи́лий Па́влович Зу́бов (1 [14] августа 1900, Александров, Владимирская губерния — 8 апреля 1963, Москва) — русский и советский философ, историк науки, искусствовед, энциклопедист и переводчик, вошедший в историю гуманитарной науки России как «русский Леонардо» благодаря глубине и разносторонности своих научных интересов.
Доктор искусствоведения. Специалист в ряде областей искусствознания, включая общие вопросы теории, истории и философии искусства, античность, Средние века, Ренессанс, архитектуру Древней Руси. Автор более 200 научных трудов. Много лет проработал в качестве секретаря Учёного совета по реставрации Троице-Сергиевой Лавры.

## Биография

### Семья
Отец — Павел Васильевич Зубов (1862—1921), термохимик, нумизмат, скрипач, председатель попечительства о бедных Рогожской части, обладатель редчайших смычковых инструментов работы Страдивари, Гварнери, Руджери, Амати. Собрал ценнейшую коллекцию русских и восточных монет, а также богатейшую библиотеку по нумизматике, которые в 1900 году завещал Историческому музею в Москве.
Мать — Наталия Митрофановна, урожденная Грачёва, пианистка и поэтесса, была строгой воспитательницей своих четырёх детей.

### Детство
Родился 1 (14) августа 1900 года в Алексaндрове.
Крещён в храме св. Мартина Исповедника в Москве. В семье воспитывался в духе православной веры. Получил хорошее домашнее образование, с детства изучал иностранные языки и музыку. В 1912 году, после домашнего обучения, сдал экзамен в третий класс гимназии А. Е. Флёрова, которую окончил с золотой медалью в 1918 году.

### Университет (1918—1922)
После окончания гимназии в 1918 году поступил на философское отделение Московского университета. В августе 1919 года был мобилизован в Красную Армию. По состоянию здоровья (сильная близорукость) был освобождён от строевой службы и определён писарем в 1-ю запасную артиллерийскую бригаду, расквартированную в Ходынских казармах. Направляясь со службы в Румянцевскую библиотеку, часто заходил в храм Василия Блаженного, своего небесного покровителя. В своём дневнике Василий писал:

На обратном пути — фантастический собор Василия Блаженного в мягкой ночи, среди снегов. Он пережил поляков, французов, — переживёт и нас…
В дневнике пишет о музыке, природе, храмах и прочитанных книгах.

Дни солнечные. Ночью выпал снег… Помню слепого у дверей Казанского собора! Аллегорично! Это — я сам у дверей богопознания. Был в часовне Иверской Божией Матери… Все судьбы моей жизни незримо и таинственно предопределяются отсюда.

Был в малом зале Консерватории… Дебюсси, который меня привлёк, был отменён. Но ujuille я слушал с удовольствием. Думалось: в музыке — наиболее оголённое обнаружение Абсолютного. В звуках божественная сущность обнаруживается прямо, без посредников (вспомним гармонию сфер). Всё больше понимаю, что это время голодал по ритму: мало играл и совсем не читал стихов. А ритм для души, это тот же хлеб для тела.
В мае 1920 года был демобилизован. Вскоре вернулся в Университет, где учился у таких известных учёных как Г. И. Челпанов, Г. Г. Шпет, И. А. Ильин, Каптерев Пётр Фёдорович, С. Л. Франк, И. В. Попов. Весной 1921 года философское отделение Московского университета было закрыто. Василий Зубов окончил университет в 1922 году и в 1923 году стал сотрудником Философского отделения Государственной Академии художественных наук (ГАХН).

### Работа в ГАХН (1922—1929)
За время работы в ГАХН Василий Зубов сделал 15 докладов на заседаниях философского и социологического отделений по истории оптики, теории перспективы и учении о цвете, о русской и немецкой эстетике. Им были написаны статьи для словаря русской художественной и философской терминологии. В этот период Василий Зубов пишет очерк по истории русской проповеди на примере построения проповедей крупнейших русских богословов конца XVIII—XIX веков: св. Димитрия Ростовского, Митрополита Платона (Левшина), Митрополита Филарета (Дроздова), Архиепископа Иннокентия (Борисова), в котором ярко проявились философские, филологические и богословские знания автора.
В 1926 году Василий Зубов женился на Мариамне Николаевне Вадеевой. В 1931 году у них родился сын Павел и в 1939 году — дочь Мария — советская художница-мультипликатор, искусствовед.
В 1927—1930 годах Василий Зубов пишет семейную хронику рода Зубовых и Полежаевых на основе писем, документов, и устных семейных преданий. Хроника включает 25 глав, рассказывающих о жизни, труде и молитве русских людей разных сословий, и занимает три тетради общим объёмом 752 страницы.

Помнится, я размышлял тогда — прадед пожертвовал деньги на просвещение язычников, хлеботорговец Волги знал верным чутьём истину, истинный путь России — то, что венец культуры русской: слава христианства и церкви православной.
В 1935—1945 годах работал в Академии архитектуры. С 1945 года работал в Институте истории естествознания. В этот период жизни занимался изучением биографии и творческого наследия Николая Оремского. В 1958 году перевёл (впервые на русский язык) и прокомментировал его «Трактат о конфигурациях качеств и движений» (Tractatus de configurationibus qualitatum et motuum).
Похоронен на Введенском кладбище (23 уч.).

## Сочинения

### Книги
- Зубов В. П. Историография естественных наук в России (XVIII — первая половина XIX в.). — М.: Академия наук, 1956. — 2000 экз.
- Зубов В. П. Леонардо да Винчи (1452—1519). — Изд. 1-е. — М. — Л.: АН СССР, 1961. — 372 с. — (Научно-биографическая серия).
  - Зубов В. П. Леонардо да Винчи. 1452—1519. — Изд. 2-е. — Восточная литература, 2008. — ISBN 978-5-02-035645-0.
- Зубов В. П. Аристотель. — М.: Академия Наук СССР, 1963.
  - Зубов В. П. Аристотель: Человек. Наука. Судьба наследия. — Изд. 3-е. — 2009. — 368 с.
- Зубов В. П. Развитие атомистических представлений до начала XIX в. — 1965.
- Зубов В. П. Труды по истории и теории архитектуры. — М.: Искусствознание, 2000. — 525 с.
- Зубов В. П. Архитектурная теория Альберти. — Санкт-Петербург: Алетейя, 2001. — 461 с. — ISBN 5-89329-450-5.
- Зубов В. П. Русские проповедники: Очерки по истории русской проповеди. — Эдиториал УРСС, 2001. — 232 с. — ISBN 5-8360-0292-4. Архивировано 5 марта 2016 года..
- Зубов В. П. Избранные труды по истории философии и эстетики, 1917—1930 / Сост. М. В. Зубова. — М.: Индрик, 2004. — 446 с. — ISBN 5-89329-851-9.
- Зубов В. П. Из истории мировой науки: Избранные труды, 1921—1963. — СПб.: Алетейя, 2006. — 612 с. — ISBN 5-89329-851-9.

Переводчик и комментатор архитектурных, математических, музыкально-теоретических, философских трактатов, написанных авторами античности, Средневековья и эпохи Возрождения, в том числе:
- Л. Б. Альберти. Десять книг о зодчестве (1935—1937).
- Даниеле Барбаро. Комментарий к десяти книгам об архитектуре Витрувия (1938).
- Николай Орем. О соизмеримости или несоизмеримости движений неба (1960).
- Николай Орем. О конфигурации качеств (1960).
- Томас Брадвардин. О континууме (1960).
- Жан Буридан. О точке (1961, публ. 2003)
- Августин. Шесть книг о музыке (фрагменты, публ. 1966)
- Боэций. Наставление к музыке (фрагменты, публ. 1966)
- Боэций. Наставление к арифметике (фрагменты, публ. 1966)
- И. Кант. Метафизические начала естествознания (публ. 1966)

### Статьи
- К вопросу о характере древнерусской математики // Успехи математических наук, 7:3(49) (1952), 83-96.
- Архитектура Троице-Сергиевой Лавры. Исторический очерк // Троицкий сборник. № 2. Сергиев Посад, 2002.
- Архитектурно-теоретическое наследие и задачи его изучения // Архитектура. Сборник статей по творческим вопросам. I. Под общ. ред. А. Г. Мордвинова. М., Государственное архитектурное издательство, 1945.

Исследования В. П. Зубова, посвящённые древнерусской духовной культуре, включают статьи о русских переводах и переработках в XVII в. сочинений Аристотеля; заметки о переведённом в X в. в Болгарии философско-богословском трактате Иоанна Дамаскина «Источник Знания», вошедшем в XVI в. в состав «Великих Четий-Миней» Митрополита Макария; статью «Вопросы о „неделимых“ и бесконечном в древнерусском памятнике XV в.» (1953); публикацию, примечания и перевод труда Кирика Новгородца (1953); статью «Епифаний Премудрый и Пахомий Серб» (ТОДРЛ. — М.; Л., 1953, т. 9, с. 145—158) и другие работы.

## Награды и память
- Действительный член Международной Академии истории науки (1960).
- Медаль имени Джорджа Сартона (1963, посмертно) — за вклад в развитие истории науки.
- В марте 1970 года состоялось торжественное открытие мемориальной доски с надписью

В этом доме жили и работали видные деятели русской науки и культуры Павел Васильевич и Василий Павлович Зубовы.
- В 2000 году состоялась международная научная конференция, посвященная столетию со дня рождения В. П. Зубова: «Наука и искусство в культуре Средних веков и эпохи Возрождения».

## Комментарии
1. ↑  По другим данным[5] — родился в с. Крутец.